# 珍·韋伯斯特 (羽毛球運動員)

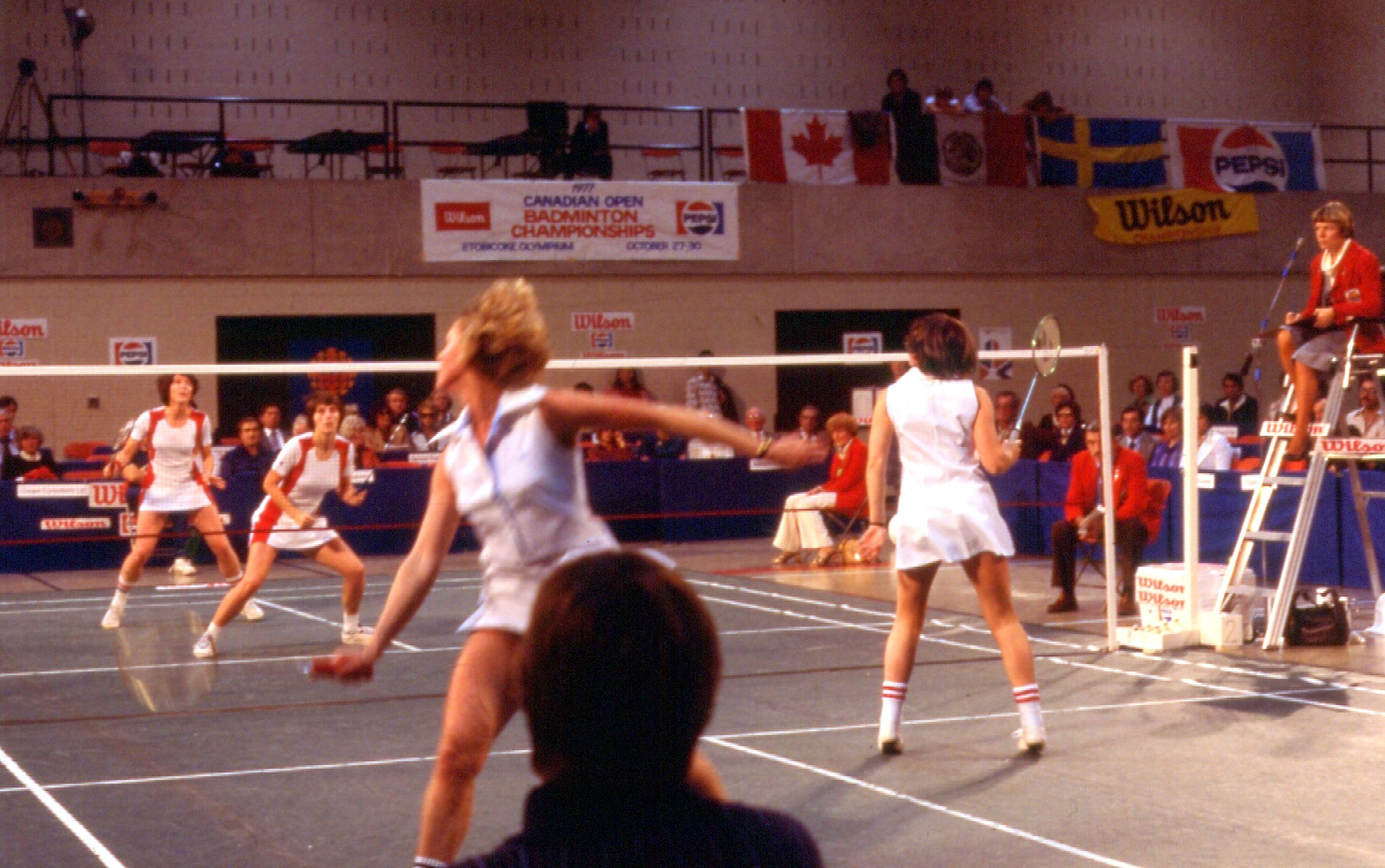
珍·韋伯斯特於1977年加拿大羽毛球公開賽。

珍·韋伯斯特（Jane Webster，1956年8月2日—），已退役英格蘭女子羽球運動員，以其強大且穩定的揮拍技巧聞名。雖然她的單打實力同樣具有國際競爭力，但她最大的成就是來自於雙打成績。
珍·韋伯斯特與諾拉·佩里一起贏得了1980年IBF世界錦標賽女子雙打冠軍。同年，她們還贏得了1980年歐洲羽毛球錦標賽冠軍。1981年他們奪得了全英羽球錦標賽女子雙打冠軍。1983年，韋伯斯特和佩里在當時的三年一度的世界錦標賽上獲得銀牌。她在1978-79賽季與吉莉安·吉爾克斯以及1981-82賽季和1982-83賽季與諾拉·佩里一起奪得英格蘭女子雙打冠軍。韋伯斯特還在1981-82賽季贏得了英格蘭女子單打冠軍，她在單打比賽中的其他冠軍還包括荷蘭公開賽和印度大師賽邀請賽。韋伯斯特於1982年與諾拉·佩里分享了日本公開賽女子雙打冠軍。退役前的最後一個重要勝利是1984年的印尼公開賽女子雙打冠軍，也是與諾拉·佩里合作。她曾代表英格蘭隊出賽85次。